# 孟方立
孟方立（9世纪—889年7月2日），晚唐军阀，881年 - 889年以节度使身份控制昭義局部或全境，将其军部从潞州迁到家乡邢州，引起了潞州百姓的怨恨，他们倒向了河東节度使李克用，孟方立最终为李克用所败，由于害怕部属造反而自杀。

## 背景和夺取昭义
孟方立是邢州平乡人，生年不详。父亲是邢州郡校孟察。孟方立年轻时为军卒，因有勇力，被选为队将。初为泽州天井戍将，稍迁游奕使。中和元年（881年），昭义节度使高潯率军企圖收復数月前被黄巢农民反抗军攻占的长安，攻打河阳节度使诸葛爽，派孟方立出天井关为先锋。九月，高浔被十将成麟（《新唐书·孟方立传》作成邻）所杀。成麟夺取军权，回师潞州。孟方立闻讯，攻打变军，杀了成麟。
孟方立杀死成麟后，自称留后，并未留在潞州，而是率军回家乡邢州。潞州人推监军使吳全勗知兵马留后。二年（882年），对黄巢作战的总帅领诸道行营都统前宰相王铎以僖宗名义墨敕任孟方立为检校左散骑常侍、兼御史大夫，知邢州事。孟方立拒绝受命，并拘押了吳全勗，称宦官不能为留后。他写信给王铎，要求派一名文官来任节度使。王铎任鄭昌圖为留后。随后，僖宗又任王徽为新任昭义节度使。但王徽嫌路途遥远，且得知孟方立已控制了昭义镇在太行山以东的邢州、洺州和磁州，拒绝赴任昭义，推荐郑昌图。僖宗同意了，改任王徽为大明宫留守、京畿安抚制置修奉使，负责修缮长安宫阙。郑昌图赴潞州就任，但不到三个月就离开了，使孟方立实际控制了昭义。

## 迁军部于邢州和随后的战事
孟方立把昭义军部从潞州迁到邢州，自称留后。以监军祁審誨知潞州，又表部将李殷銳为潞州刺史。后来史书提到孟方立时都称他为节度使，可见他后来转正了。三年（883年）九月，孟方立认为潞州人曾推翻节度使，为了削弱，他迫使大将和富人举家迁到太行山以东的三个州。祁審誨得知潞州百姓不悦，让武乡镇使安居受写蜡丸密信给握有重兵的河东节度使李克用，请求他恢复潞州军府。安居受以泽州归附李克用。李克用命大将賀公雅、李筠、安金俊攻打孟方立，战于铜鞮，被击败。十月，李克用又派出堂弟左营军使李克脩攻陷潞州，杀李殷銳。李克用和孟方立从此为了昭义镇的控制权而开战。孟方立曾反攻潞州，朝廷授潞州人邛州刺史安文祐昭义节度使，令讨孟方立，安文祐到泽州与孟方立作战，战败身亡。四年（884年）十一月，在李克用要求下，僖宗任李克脩为昭义节度使，治潞州，使得昭义军出现了两位节度使。因孟方立倚仗李克用死敌宣武军节度使朱全忠的帮助，李克用连年派骑将李存孝等进攻他，汾州刺史康君立亦以泽、潞之师为掎角相助，导致太行山以东三州的人半数被俘杀，昭义镇撂荒了，而朱全忠却因为正在攻打泰宁军和天平军而不能相救。
此时，洺州刺史馬爽和昭义军行军司马奚忠信发生争执，光启元年（885年）八月，马爽起兵屯邢州南，想迫使孟方立杀掉奚忠信，但他很快兵败逃往邻镇魏博。孟方立向魏博节度使乐彦祯行贿，说服乐彦祯杀了马爽。孟方立自擅兵赋，朝廷不能制。
二年（886年）九月，李克脩大举进攻孟方立，占领了太行山以东的故镇，攻武安，在焦冈与孟方立将吕臻所率援军交战，斩首万级，生擒吕臻，攻克武安、临洺、邯郸、沙河等很多城市，任安金俊为邢州刺史以招抚降人。十月，再败邢州军。孟方立乞援于成德军节度使王镕，王镕出兵三万，李克脩回师。文德元年（888年）十月，孟方立试图反击，派奚忠信率军三万袭击河东军的遼州，并请兵于王镕及以金钱联合大同军防御使赫连铎，但赫连铎因被契丹攻打而未能如期出兵，王镕也因故不能出兵，奚忠信兵分三路鼓噪而进，李克脩伏兵险道，歼其前军，李克用亦派守岚州刺史李承嗣伏兵榆社夹击，奚忠信大败并被俘虏移交给李克用，斩首万级，只有十分之一二逃脱。孟方立部将石元佐善用兵而多智，曾为孟方立所信用，此败后被安金俊所俘，安金俊厚待他，问攻邢州之策，石元佐说：“孟方立善守而邢州坚固，若攻之，必不得志。应该急攻其磁州，孟方立来救，可以打败他。”安金俊以为然，在滏水之西屯军，孟方立果然率兵来救，为安金俊所败，驰入邢州，闭门不复出。

## 败亡
龙纪元年（889年）五月，李克用派李罕之、李存孝大举进攻孟方立，六月即攻占洺州和磁州。孟方立派大将馬溉和袁奉韜率军数万抵抗，在琉璃陂败绩，二将均被俘。李克用包围邢州，并在城下斩杀马溉向邢州军营示威，呼喊孟方立早降，斩孟方立首级者即为三州节度使。王镕也已依附李克用，常以刍粮奉河东军。
孟方立外无救兵，城中粮食将尽，已无力支撑，治下州县残破，人心惶惶。由于孟方立性猜忌，刚愎性急，待下寡恩，将领们都怨恨他，此时已经不服从他了。被围数十天后，一次夜间孟方立亲自去城上，士兵都傲慢诉苦，号令守军，守军都不答应。孟方立惭愧而害怕，自知不能复振，回府饮鸩自杀。士兵推他的弟弟（一说堂弟）摄洺州刺史孟遷为留后，但孟遷略作抵抗后投降了，使李克用控制了昭义全境。
李克用打了胜仗回师潞州，置酒于三垂岗，伶人奏《百年歌》，奏到衰老之际的内容，乐声很悲伤，座上的人都凄怆，李克用却慨然捋须指着儿子李存勖笑道：“我行将老了，这是奇兒啊，二十年后当能代我在此战斗！”李克用回军经过潞州，李克修性格俭朴吝啬，供馈甚薄，李克用大怒，对他又骂又笞责，李克修惭愤病卒。

## 家族
弟弟孟道。孟道的儿子即后蜀开国皇帝孟知祥。